# Luis Subercaseaux
Luis Subercaseaux Errázuriz (Santiago, 10 de mayo de 1882-1973) fue un diplomático y atleta chileno. Compitió en la edición inaugural de los Juegos Olímpicos modernos, siendo la primera persona iberoamericana en participar en alguna cita olímpica.

## Biografía

### Familia y estudios
Fue el segundo hijo del embajador y pintor Ramón Subercaseaux Vicuña y de Amalia Errázuriz Urmeneta, ambos miembros de familias acomodadas y conocidas de Santiago, y hermano de Pedro y Juan Subercaseaux Errázuriz. Estudió en el Colegio Benedictino, ubicado en las Provincias Vascongadas de Francia, donde mantuvo el récord de salto de altura.
Se casó con Margarita Donoso Foster, con quien tuvo cinco hijos.

### Vida política
En su carrera diplomática, fue embajador de Chile en España, Perú y ante la Santa Sede, además de encargado de negocios de Chile en Bélgica, Checoslovaquia, Grecia, Holanda, Noruega, Polonia y Yugoslavia desde la sede consular de Londres hacia 1928.

### Polideportista
Fue uno de los socios fundadores del Club Deportivo Santiago Morning y exitoso jugador de fútbol. Asimismo, fue presidente del Club Hípico de Santiago.
Según una confesión suya antes de morir, a la edad de 13 años habría competido en pruebas de atletismo en los Juegos Olímpicos de Atenas 1896. Estas habrían sido las carreras de los 100, 400 y 800 metros planos, según el Comité Olímpico de Chile. Según Luis Subercaseaux Cruchaga, nieto de Luis Subercaseaux Errázuriz, también habría participado en cinco eventos de ciclismo: 2000 metros, 10 000 metros, 100 kilómetros, 12 horas y carrera en ruta.
De acuerdo a información actualizada en 2010 de la Sociedad Internacional de Historiadores Olímpicos (ISOH) y el Comité Olímpico Internacional (COI), en los Juegos Olímpicos de Atenas 1896 participaron 14 países donde estaba incluido Chile. De esta manera, Subercaseaux no solo habría sido el primer deportista chileno y sudamericano, sino también el único iberoamericano en participar en los primeros Juegos Olímpicos de la Era Moderna. Un busto suyo se encuentra en la entrada del Museo Olímpico Chileno.